# Nicolo Giraud
Nicolo o Nicolas Giraud (c. 1795–?) fue amigo y posiblemente amante del poeta romántico inglés George Gordon Byron. Conoció al poeta probablemente alrededor de 1810, mientras este se encontraba en Atenas, donde pasaron mucho tiempo juntos. Se dice que enseñó a Byron el italiano y que fue su compañero de viaje en Grecia. El poeta pagó la educación del joven y dejó escrito en su testamento que este debía recibir, a su muerte, 7000 £ (unas 380 000 £ de 2010). Sin embargo, años después de que ambos tomaran cada uno su camino y se separaran, el poeta inglés modificó su testamento y quitó toda mención al joven griego. Aparte de su relación con Byron, poco más se sabe de la vida de Giraud. 
La amistad entre ambos se ha convertido en un tema de interés entre los biógrafos y estudiosos de Byron. Muchos creen que la relación de la pareja era meramente platónica; no obstante, se ha empleado la correspondencia entre Byron y sus amigos desde finales del siglo XX para argumentar que ambos mantenían una relación amorosa. La primera insinuación de una relación sexual entre ambos proviene del poema de George Colman titulado Don Leon, en el que Byron es el protagonista y se presenta a Giraud como su liberador de los prejuicios sexuales propios de Gran Bretaña. Sin embargo, el poema no es biográfico, ya que plasma los puntos de vista sociales y políticos del propio Colman.

## Vida

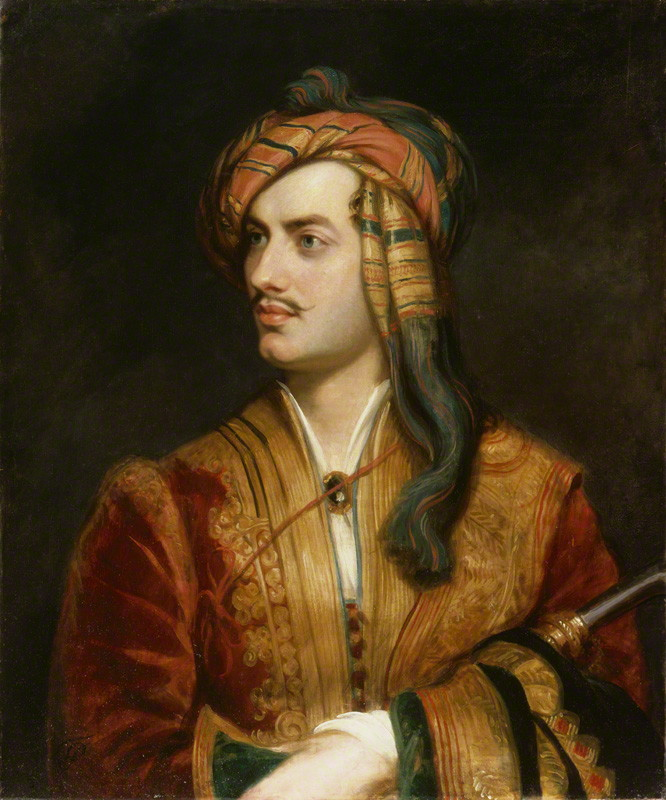
George Gordon Byron en 1813.

Nicolas Giraud nació en Grecia de padres franceses; el nombre de Nicolo, por el que es más conocido, se lo puso Byron. Giraud podría haber sido cuñado de Giovanni Battista Lusieri, un pintor romano y corredor de bolsa de Lord Elgin. Sin embargo, Demetrius Zograffo, el guía de Byron en Grecia, informó al poeta de que Lusieri, de sesenta años, no estaba casado, y que estaba cortejando a dos mujeres de tal modo que cada una creía que se iba a casar con ella. Lusieri tuvo una relación cercana con Giraud, por lo que es posible que ambos estuvieran vinculados de otra manera, tal vez como padre e hijo.
En enero de 1809, Byron conoció a Giraud en Atenas mientras viajaba, y ambos fueron compañeros hasta que Byron retomó sus viajes en marzo. Durante el año siguiente Giraud estuvo trabajando en un monasterio capuchino hasta que le encargaron enseñar italiano a Byron tras el regreso de este a Grecia. En este tiempo ambos dedicaron sus días a estudiar, nadar y disfrutar del paisaje mientras Byron componía poesía. En una carta para John Cam Hobhouse, fechada el 23 de agosto de 1810 y escrita en el monasterio capuchino de Mendele, situado cerca de Atenas y donde residía, Byron afirma:

Pero mi amigo, como puedes fácilmente imaginar, es Nicolo quien poco a poco es mi maestro italiano, y ya estamos muy filosóficos. Yo soy su Padrone y su amico, y sabrá Dios qué más. Han pasado unas dos horas desde que, tras informarme de que estaba deseoso por seguirle (a mí) por el mundo, concluyó diciéndome que lo correcto era no sólo que viviéramos, sino morire insieme [muriéramos juntos]. Esto último pretendo evitarlo – de lo anterior, todo lo que quiera.

Byron llevó a Giraud a visitar a Charles Meryon, un doctor inglés que relató la visita en sus memorias, remarcando el vívido interés de Byron por el joven. Más tarde el sirviente de Byron extendería el rumor de que la consulta se debió a una rotura anal. Meryon fue un asiduo compañero de viaje junto con Michael Bruce y Hester Stanhope, otras amistades de Byron. Los relatos de Michael Bruce y Howe Browne, testigos ambos de los encuentros de Byron y Giraud, proporcionan la confirmación de la relación al biógrafo de Byron, Thomas Moore, aunque en términos peyorativos. En el verano de 1810, Giraud actuó como mayordomo de Byron durante sus viajes al Peloponeso y lo cuidó durante su enfermedad mientras estaban en Patras, enfermando también él posteriormente. Tras su recuperación, aunque aún se encontraban débiles, la pareja continuó sus viajes, llegando a Atenas el 13 de octubre. En noviembre se les unieron Lusieri, el cónsul francés Louis-Francois-Sebastien Fauvel y un grupo de académicos alemanes.
Finalmente ambos se separaron en La Valeta (Malta). Byron se ocupó de la educación de Giraud pagando sus estudios en un monasterio de la isla. Los dos se mantuvieron en contacto mediante correspondencia. Un año más tarde Giraud abandonó el monasterio diciéndole a Byron que estaba cansado de la compañía de los monjes. Poco tiempo después de que Giraud abandonara Malta, Byron le legó en su testamento 7.000 £ (equivalentes a 380.000 £ del año 2010), casi el doble de lo que más tarde legaría para la reparación de la armada griega. El testamento decía: «A Nicolo Giraud de Atenas, súbdito de Francia, pero nacido en Grecia, la suma de siete mil libras esterlinas, a pagarse de la venta de tales partes de Rochdale, Newstead u otros lugares, tales que puedan permitir que el mencionado Nicolo Giraud [...] pueda recibir la suma mencionada al cumplir los 21 años de edad». Sin embargo Byron más tarde le eliminó de su testamento, como hizo con sus otros jóvenes compañeros, incluyendo a John Edleston.
Giraud escribió a Byron en enero de 1815:

Mi muy querido maestro, no puedo describir el dolor de mi corazón al no poder verte durante tanto tiempo. Ah, si sólo pudiera ser un ave y pudiera volar para ir y verte durante una hora, moriría feliz al mismo tiempo. La esperanza me dice que te veré de nuevo y ése es mi consuelo para no morir inmediatamente. Ya han pasado dos años desde que hablé en inglés. Lo he olvidado por completo.

Byron no contestó a la correspondencia, lo que Giraud menciona en la carta: «Ya han pasado casi tres años desde que estoy en Atenas; y te he mandado numerosas cartas, pero no he recibido ninguna respuesta». Es posible que Byron no contestara porque ya estaba casado y, según el biógrafo del siglo XX Phyllis Grosskurth, «Nicolo era la última persona de la que desearía recibir noticias».

## Relación con Byron
La relación de Giraud con Byron ha sido tema de discusión entre los biógrafos de este último. Uno de los primeros biógrafos del inglés, Moore, describió la relación entre el poeta inglés y Giraud como:

(...) una de esas amistades extraordinarias – si el adjuntarse a personas tan inferiores a él puede llamarse por ese nombre – de las cuales ya he mencionado dos o tres casos en sus primeros años, y en las que el orgullo de ser un protector, y el placer de ser agradecido, parecen haber sido el principal y perverso encanto para su mente. La persona, que adoptó ahora de esta manera, y de sentimientos parecidos a aquellos que habían inspirado su anterior unión al chico rural cerca de Newstead, y el joven del coro en Cambridge, era un joven griego, llamado Nicolo Giraud, el hijo, según creo, de una viuda en cuya casa se alojaba el artista Lusieri. De este joven pareció tomar el más vívido, e incluso fraternal, interés.

 Sin embargo, el trabajo de Moore fue comentado por el amigo personal de Byron, John Hobhouse, quien dijo que «Moore no tenía ni la más remota idea de la razón real que indujo a Lord B. a preferir no tener cerca de él o constantemente a su alrededor a un inglés». A pesar del sesgo de Moore contra las clases bajas y el hecho de que Byron pasara tiempo con otros chicos durante su estancia en Grecia, Byron se mantuvo cercano a Giraud mientras ambos estuvieron juntos.

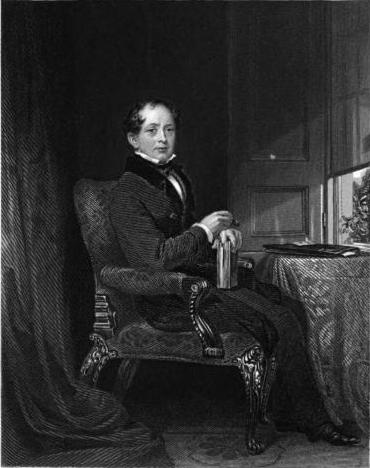
Thomas Moore, biógrafo de Byron.

André Maurois, biógrafo de principios del siglo XX, señala que «lo que Byron era capaz de amar en otro era un tipo específico de inocencia y juventud», y que la relación era una de las «pasiones protectoras» del inglés. Igualmente, G. Wilson Knight, en su biografía de 1953 sobre el poeta, cree que éste se tornó protector con Giraud de la misma forma que lo hizo con todos los chicos que conoció en sus viajes. Sin embargo, Giraud era especial para Byron y, según Knight, «probablemente pensaba en Nicolo cuando escribió que Grecia era el único lugar que alguna vez me contentó». En Byron: A Biography, publicado en 1957, Marchand señala que el poeta «deseaba que Hobhouse estuviera allí para compartir esa felicidad sin sentido» que tenía lugar cuando Byron y Giraud estaban juntos, pero cambió de parecer tras recordar que la personalidad de Hobhouse no era dada al entretenimiento. Su tiempo juntos «fue un placer relajado que [Byron] recordaría con más cariño que la mayoría de aventuras de sus viajes».
Ciertos críticos están en desacuerdo con la especulación existente sobre la relación entre Byron y Giraud. Ethel Mayne, biógrafo de principios del siglo XX, señala la normalidad de una relación tal como la que mantenían ambos jóvenes, y su ambigüedad inherente, cuando dice: «Su estancia también estuvo marcada por una de esas amistades ambiguas, con un joven infinitamente inferior a él en rango, de las que una y otra vez habían tenido lugar en su vida [...] Se supone que el patrón debía aprender italiano de [Giraud]; ése fue el pretexto para darle, al separarse en Malta en 1811 [...] una considerable suma de dinero». Elizabeth Longford, en su biografía de 1976, no está de acuerdo con las afirmaciones de que hubiera una relación física entre ambos, y argumenta que «el favorito especial de Byron entre los ragazzi era Nicolo Giraud. Se había juntado a Nicolo por primera vez cuando Hobhouse estaba de viaje en Eubea el año anterior, pero no existen pruebas de que sus sentimientos por Nicolo fueran cualquier otra cosa que platónicos y protectores». Jerome Christensen siguió este punto de vista en 1993, añadiendo que «conocemos poco más que lo que Byron nos dice».
Sin embargo, Christensen se apresura en afirmar que «aunque no existen pruebas de que Lord Byron, padrone y amico, fuera alguna vez tan vulgar como para establecer un precio de mercado exacto para sus planes sexuales en Grecia, Nicolo Giraud, el recambio de Eustathius en el afecto de Byron, fue contratado como dragomán y mayordomo, puesto que casi seguro implicaba un pago en amor y dinero. La biografía de D. L. MacDonald de 1986 simplemente describe a Giraud como «el gran amor del tour oriental de Byron». Otros, tales como Jay Losey y William Brewer en su análisis de la sexualidad del siglo XIX, especulan con que la relación de Byron con Giraud se modeló como una forma griega de pederastia, y el erudito de estudios homosexuales Louis Crompton cree que la pederastia fue una faceta de la vida de Byron y que sus cartas sugieren una relación sexual entre los dos. Al igual de lo que señala Paul Douglass, en un análisis de los estudios biográficos de Byron, Crompton también afirma que biógrafos como Leslie Marchand ignoraron la naturaleza de la relación de Byron con Giraud. Sin embargo, Douglass también menciona que la obra de Crompton, Byron and Greek Love, «se centra en la vida de Byron en torno a un solo asunto, en lugar de intentar crear una perspectiva más amplia. Dichos estudios originan prontas reacciones negativas de aquellos que creen que el autor intenta distorsionar a Byron para que se amolde al tema, presentando una versión parcial».
Benita Eisler, en el año 2000, argumenta que Giraud fue una más de las conquistas sexuales previstas por Byron. Eisler afirma que aunque al principio el poeta fue incapaz de conseguir «ese estado de total y completa satisfacción» con una relación sexual con Giraud, escribió a Charles Matthes declarando que pronto conquistaría todas las inhibiciones restantes del muchacho. Durante la enfermedad de Byron, el propio poeta presumió ante Hobhouse y Lady Melbourne que continuaba teniendo relaciones sexuales, y que una de ellas casi causa su muerte. Aunque según Eisler, no es seguro «si este exceso de erotismo realizado implicaba solo a Nicolo como pareja, no lo dice. Todavía tenía suficiente cariño por el muchacho, pero su obsesión sexual, con su encargado de sus asuntos, parece que había llegado a su fin». Sin embargo, Nigel Leask, en 2004, afirma que Hobhouse habría desaprobado la relación de Byron con Giraud, y Fiona MacCarthy señala en su biografía de 2002 que Lady Melbourne «habría entendido que su pareja era femenina». En una encuesta de las diversas opiniones biográficas y desacuerdos sobre las relaciones de Byron, incluyendo la de Giraud, escrita antes de 2004, Douglass señala que «a pesar de la gran certeza sobre su ambivalencia sexual, la naturaleza exacta de esas relaciones permanece difícil de aprehender».

### Don Leon

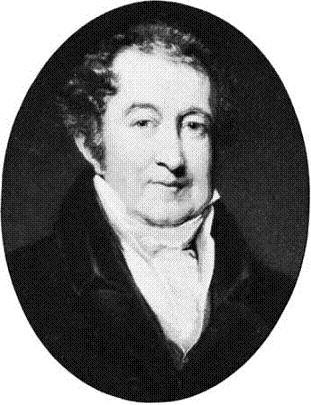
George Colman, autor de Don Leon.

George Colman, amigo de Byron, escribió anónimamente un poema titulado Don Leon, el cual, según Bernard Grebanier, «representa a Byron como habiendo cortejado a Giraud con regalos cuando se conocieron por vez primera, y esforzándose de manera personal en desarrollar la mente del muchacho».
El narrador de Don Leon alaba a Giraud y afirma que el griego era tan hermoso que él:

Gave pleasing doubts of what his sex might be;

And who that saw him would perplexed have been,

For beauty marked his gender epicoene.
Dio dudas agradables sobre cuál podría ser su sexo;

Y aquel que le vio estaría perplejo,

pues la belleza marcaba el epiceno de su género.

A lo largo del poema, el narrador describe cómo Byron (Don Leon) pasa su tiempo con Giraud:

Spent half in love and half in poetry!

The muse each morn I wooed, each eve the boy,

And tasted sweets that never seemed to cloy.
¡Dedicado por igual al amor y la poesía!

Cortejé la musa cada mañana, el muchacho cada tarde,

y probé dulces que nunca parecían saciarme.

El poema finaliza con la belleza de Giraud conquistando todos los miedos que Byron pudiera tener sobre su relación:

But thou, Giraud, whose beauty would unlock

The gates of prejudice, and bid me mock

The sober fears that timid minds endure,

Whose ardent passions women only cure,

Receive this faithful tribute to thy charms,

Not vowed alone, but paid too in thy arms.

For here the wish, long cherished, long denied,

Within that monkish cell was gratified.
Pero tú, Giraud, cuya belleza desbloquearía

las puertas del prejuicio, y burlas me daría

de los sobrios temores que soportan las tímidas mentes,

cuyas pasiones ardientes solo curan las mujeres,

recibe este homenaje fiel a tus encantos,

no solo prometido, sino pagado en tus brazos.

Porque este deseo, largamente anhelado, largamente negado,

dentro de esa celda monacal fue gratificado.

G. Wilson Knight, al contrario que la mayoría de críticos iniciales, pensó que el poema era digno de respuesta, aunque dice que era «del poeta de alta calidad más indecente de nuestra literatura». Sin embargo, Grebanier cree que Colman, como «recipiente de las confidencias de Byron durante un periodo crucial de la vida del poeta, y como hombre que compartía el odio de Byron por cualquier tipo de fingimientos ... debió haber entendido que era el sujeto ideal para la presentación implacable, incluso cruel, de las verdades esenciales del dilema moral de Byron, como un método poderoso para acabar con la mojigatería que siempre estuvo de moda en Gran Bretaña». El objetivo de Colman no era necesariamente debatir sobre Giraud, sino reaccionar ante aquellos que esparcían rumores sobre Byron y le criticaban por su matrimonio fallido, la razón de su exilio. No obstante, el poema sí se centra en Giraud, y, como señala Grebanier, «si, como dice el poema, el afecto de nuestro héroe estaba fijo en Nicolo Giraud», entonces las acciones de Byron son aceptables porque «no hacía más que seguir la costumbre de su país. Una vez vio al hermoso Ganimedes de quince años asistiendo al gobernador turco, un joven griego, públicamente conocido como el catamita del gobernador. ¿Era delito hacer lo que el gobernador hacía?»
Byrne Fone, un historiador dedicado a estudios relacionados con la homosexualidad, enfatiza cómo el poema y la discusión ficticia de la relación entre Giraud y Byron proporcionan elementos para comprender las opiniones británicas del siglo XIX sobre la homosexualidad. Para Fone, el poema fue escrito por alguien que conocía a Byron y revela la homosexualidad del poeta. Fone también señala que la publicación en 1833 del poema fue debida al arresto de William Bankes, un amigo homosexual de Byron, y la ejecución de Henry Nicholls por conducta homosexual. Las líneas iniciales del poema mencionan al «tullido Talleyrand», a William Beckford y a William Courtenay. Fone dice que las referencias a Beckford y Courtenay se emplean para hablar del injusto trato a los hombres homosexuales que no habían cometido ningún crimen de verdad, y para enfatizar la hipocresía en Inglaterra en lo relativo al sexo. El poema luego asevera que el tratamiento que Inglaterra da a los homosexuales fuerza a Don Leon a viajar a Grecia para poder realizar sus deseos y ser libre del control intelectual, lo que se consigue cuando Don Leon puede estar junto a Giraud. El Giraud ficticio, según Fone, permite a Don Leon romper con las cadenas de la homofobia de Inglaterra. El poema, según señala, intenta convencer a Moore de que mencione los deseos homosexuales de Byron. Fone concluye, «No es solo el poema el que es un eficaz ataque contra los prejuicios homófobos, sino el ejemplo del poeta mismo».